# Бел епок (филм)
 Тази статия е за филма.  За периода от европейската история вижте Бел епок.  
„Бел епок“ (на испански: Belle Époque) е испански филм, комедия, от 1992 година на режисьора Фернандо Труеба. През 1993 година получава Оскар в категорията „Най-добър чуждестранен филм“.
Действието се развива през 1931 година. Фернандо, млад красавец, дезертира от фронта и папада по стечение на обстоятелствата в къщата на стар художник. Последният живее сам, но много скоро от Мадрид на посещение идват четирите му дъщери. Всяка една от тях прелъстява Фернандо по свой си начин. Той е не само красив, добър любовник, но и много добър готвач и всички го обичат. Най-накрая той се жени за най-малката дъщеря (Пенелопе Крус) и двамата заминават за Америка. Другите 3 дъщери се завръщат в Мадрид, а старият художник Маноло остава отново сам.